# Marliese Dobberthien
Marliese Dobberthien (* 22. Mai 1947 in Lübeck; † 4. April 2017) war eine deutsche Politikerin der SPD.

## Leben
Nach ihrem Abitur 1966 absolvierte sie als Stipendiatin des evangelischen Studienwerks Villigst ein Studium der Sozialwissenschaft, politischen Wissenschaft und Erziehungswissenschaft an der Ruhr-Universität Bochum und an der Universität Hamburg. Auslandsstudienaufenthalte führten sie nach Frankreich, Brasilien und Israel. An der Universität Hamburg promovierte sie in Rechtssoziologie.
Sie war Lehrbeauftragte an der Universität Hamburg und war von 1976 bis 1988 Abteilungsleiterin beim Deutschen Gewerkschaftsbund – DGB in Stuttgart. Außerdem war sie Rundfunkrätin beim Süddeutschen Rundfunk und Mitglied des Verwaltungsausschusses des baden-württembergischen Landesarbeitsamtes. Lange Jahre gehörte sie dem Vorstand der baden-württembergischen Verbraucherzentrale an. Sie war Vorsitzende des baden-württembergischen Medienbeirats der SPD und im Vorstand des Landesfrauenrates.
1972 trat sie in die SPD ein. In den Jahren 1987/88 war sie Mitglied des Deutschen Bundestags. Sie vertrat den baden-württembergischen Bundestagswahlkreis Göppingen über die Landesliste und arbeitete vor allem im Haushaltsausschuss mit. 1988 wurde sie Staatsrätin im Senat der Freien und Hansestadt Hamburg und leitete die „Leitstelle zur Gleichstellung der Frau“. In ihre Amtszeit fiel die Verabschiedung des bundesweit ersten Gesetzes zur Gleichstellung der Frauen im öffentlichen Dienst.
Von 1990 bis 1998 war sie erneut Mitglied des Bundestages. Dabei vertrat sie den zurückgewonnenen Wahlkreis Hamburg-Altona. Schwerpunkte ihrer Arbeit lagen in der Frauen- und Umweltpolitik sowie der Gentechnik. Von 1996 bis 2008 war sie Vorsitzende der Verbraucherzentrale Hamburg, seit 2008 war sie Rundfunkrätin beim Norddeutschen Rundfunk. Auslandsreisen führten sie unter anderem nach China, Russland, Nordkorea, Südafrika und Südamerika. Sie verfasste zahlreiche Publikationen zur Frauen-, Medien- und Gewerkschaftspolitik.
Seit 1998 betrieb sie mit dem Gestüt Altmarkhof in Abbendorf eine kleine Pferdezucht von Trakehnern und Isabellen.